# Чермино
Чермино — деревня в Таборинском районе Свердловской области России.

## География
Деревня Чермино муниципального образования «Таборинского муниципального района» расположена в 12 километрах (по автотрассе в 13 километрах) к востоку-юго-востоку от районного центра села Таборы, на правом берегу реки Тавда. Вблизи проходит автодорога Тавда – Таборы.

## История
Деревня Чермино входит в состав муниципального образования «Кузнецовское сельское поселение».

## Население
| 2002 | 2010 |
| ---- | ---- |
| 4    | ↘0   |